# Luogo di culto a nord
Il Luogo di culto a nord anche chiamato Cappella settentrionale era un tempio costruito a nord della piramide e dedicato al sovrano.
In origine a nord, presso l'ingresso della piramide, veniva edificato il Tempio funerario dedicato al culto funerario ed a quello ancestrale delle stelle circumpolari alle quali il sovrano sarebbe asceso.
Ma dopo la III dinastia  il tempio funerario venne spostato ad oriente con il sovrano Snefru  residuando una modesta cappella funeraria il cui scopo era  l'adorazione del defunto sovrano nel luogo astrale ove era andato a risiedere.
A partire dalla V dinastia comparve a nord,  posto sopra il varco d'ingresso della piramide, un  tempio  in pietra con altare, versione ridotta della grande sala delle offerte del tempio funerario  edificato ad est  della piramide principale.
La cappella settentrionale fu in uso per tutto il periodo di costruzione delle piramidi, fino alla XII dinastia con Amenemhat II,  e gli scarsi resti pervenuti nei complessi piramidali lasciano dedurre che esse furono distrutte già nell'antichità dai profanatori di tombe per poter individuare l'ingresso della sepoltura.
Alla  fine dell'Antico Regno il tempio settentrionale risultava composto da un vestibolo e da un altro locale decorati con scene di libagioni, una falsa porta ed una tavola delle offerte.  Presentavano modanature a gola egizia mentre l'ingresso agli appartamenti funerari era generalmente allocato sotto la pavimentazione come nella  tipologia della VI dinastia.
Mutò anche la ragione del culto che passò dall'arcaica simbologia astrale a quella più concreta di mera adorazione del luogo di sepoltura pur rimanendo la cripta in direzione nord.
Uno tra i primi  luoghi di culto a nord pervenuti era nel complesso funerario di Djedkhau  e presentava, oltre l'altare,  le pareti ad est ed ovest decorate con rilievi raffiguranti il defunto con le libagioni e la tavola delle offerte. Il soffitto era colorato di blu con stelle gialle.
L'usanza di questo luogo di culto  durò per tutto il Medio Regno anche se gli ingressi alle sepolture furono spostati  altrove.